# Gabriel Andreescu
Gabriel Andreescu (n. 8 aprilie 1952, Buzău, România) este un activist român pentru drepturile omului și specialist în domeniul științelor politice, disident anticomunist român, care s-a opus deschis lui Ceaușescu și regimului său autoritar.
În prezent este profesor la Facultatea de Științe Politice a Școlii Naționale de Științe Politice și Administrative (SNSPA) din București și este membru activ al mai multor organizații de drepturile omului. A avut o lungă activitate în presă, a scris și predat în domenii precum multiculturalismul, minoritățile naționale, libertatea religioasa și secularism, etica și politica memoriei ș.a. Este directorul trimestrialului Noua Revistă de Drepturile Omului, continuatoarea Revistei Române de Drepturile Omului.

## Biografie
Andreescu a urmat liceul B.P. Hasdeu în orașul natal, apoi a absolvit Facultatea de Fizică a Universității din București. Între 1976–1980 a fost profesor de Fizică la liceu, iar ulterior a devenit cercetător la Institutul Național de Meteorologie și Hidrologie (1980–1989). În această perioadă a publicat studii în revistele academice din domeniul de specialitate, dar și în chestiuni de lingvistică, logică și poetică matematică.
După revoluția anticomunistă din decembrie 1989, Andreescu a abandonat cariera de fizician pentru a-și continua eforturile în apărarea drepturilor omului, democrației și statului de drept. Activitatea sa de activist al drepturilor omului, analist politic, ziarist și scriitor s-a asociat din ce în ce mai mult cu cercetarea și predarea academică. Lucrarea sa de doctorat, distinsă cu summa cum laude, a avut ca subiect sistemul european de protecție a minorităților naționale.

### Disidența din timpul regimului comunist
Între 1983 și 1987, Gabriel Andreescu a transmis clandestin în străinătate, între altele postului de radio Europa Liberă, informații privitoare la violarea drepturilor omului în România. A scris și trimis de asemenea texte anti-comuniste și studii, dintre care unele au fost ulterior publicate în Occident. Primele anchete de Securitate au început în anul 1979. A fost arestat pentru activitatea sa anticomunistă în decembrie 1987 și acuzat de trădare (dar cercetat în libertate, începând cu luna ianuarie 1988, în urma protestelor internaționale determinate de arestarea sa). A continuat totuși să scrie și să transmită în Lumea liberă scrisori de protest până la căderea regimului. Unele dintre acestea (e.g., Lettre à la Conférence de Cracovie (1988) și Le devoir d’ingérence (1989)) au fost publicate în presa occidentală (L’Autre Europe and Libération). În timpul întrunirii CSCE de la Paris, din luna iunie 1989, a declarat greva foamei ca protest față de continua încălcare a drepturilor omului în România. A fost mutat din București și trimis în domiciliu forțat la Buzău, apoi din nou arestat, dar eliberat odată cu victoria revoluției din decembrie 1989.

### Activitatea după decembrie 1989
După victoria revoluției anticomuniste, Andreescu a devenit membru al Consiliului Frontului Salvării Naționale, prima structură cu funcții legislative și executive de după revoluția din 1989 (din care a demisionat ca protest al folosirii CFSN împotriva protestelor de stradă). A inițiat și a condus apoi o lungă perioadă Asociația pentru Apărarea Drepturilor Omului în România – Comitetul Helsinki (APADOR-CH), unde ulterior a lucrat ca expert pe domeniul protecției minorităților naționale și a libertății de conștiință și religie. A fost co-fondator și o perioadă președinte al Grupului de Dialog Social (GDS), de asemenea inițiator și vice-președinte al Alianței Civice (AC).
Gabriel Andreescu a fondat și condus și alte organizații menite să promoveze expertiză și proiecte în favoarea drepturilor omului și a democrației, între acestea Ombudspersons for National Minorities, Centrul de Studii Internaționale, Centrul pentru Conștiința Critică (afiliat la Center for Inquiry) și Solidaritatea pentru Libertatea de Conștiință. A fost membru al board-ului unor organizații precum Hungarian Europe Society, Centrul de Resurse pentru Diversitate Etnoculturală, Parteneriat pentru Egalitate, Fundația pentru Dezvoltarea Societății Civile, membru al unor echipe de experți (Fundația pentru o Societate Deschisă), membru al unor consilii științifice (Institutul Național pentru Memoria Exilului Românesc).
Gabriel Andreescu a participat la programe internaționale și activități de cercetare. A colaborat ca ziarist și analist politic la mai multe ziare și reviste românești (Ziua, Timpul, Observator cultural, Revista 22, Opinia, Altera, Cotidianul etc.); între 1994-2004 a fost editorialist la Radio Europa Liberă. În ultimii ani, a publicat scrieri privind interpretarea documentelor din arhivele Securității care s-au bucurat de interes.

## Premii
Ca o recunoaștere a activismului său în favoarea drepturilor omului și contribuția la dezvoltarea societății civile, Andreescu a primit premii de la instituții și organizații din România:
- Premiul revistei Contemporanul (2015)
- Premiul revistei Observator Cultural pentru volumul Cărturari, opozanți și documente. Manipularea Arhivei Securității (2013)
- "C. Rădulescu-Motru” Award, in recognition for the contribution to the field of cultural ideology (2012)
- Premiul Consiliului Național pentru Combaterea Discriminării (2007)
- Premiul Alienței Civice a Romilor din România (2006 și 2007)
- Pro Minoritate (Fundația Diaspora, Timișoara, 2003)
- Premiul pentru studiul "A Romanian Conception of Federal Europe", co-autor alături de Adrian Severin (Fundația pentru o Societate Deschisă, 2000)
- Premiul celui de-Al Treilea Mileniu (Partida Romilor, 1999)
- Pro Amicitia (Asociația Ziariștilor Maghiari din România, 1994 și 1998)

Premii internaționale
- JSRI Award (Field: Religion and Politics, 2012)
- Petofi Sandor Award (21st Century Institute Arhivat în 29 ianuarie 2011, la Wayback Machine., Budapest, 2009)
- European Journalist (Delegation of the Commission of the European Union, 1996)
- Pro Minoritate (from the Hungarian Government, 1995)
- Human Rights Monitor Award (Human Rights Watch, 1990)

### Decorații
- Ordinul național „Steaua României” în grad de Cavaler (1 decembrie 2000) „pentru realizări artistice remarcabile și pentru promovarea culturii, de Ziua Națională a României”[5]

## Publicații
Gabriel Andreescu a publicat circa 1000 articole, 150 de studii, 28 de cărți și a contribuit la mai multe volume colective. Unele dintre acestea au apărut sau au fost traduse în engleză, germană, italiană, spaniolă și maghiară.

### Cărți
- Existența prin cultură. Represiune, colaboraționism și rezistență intelectuală sub regimul comunist, Polirom, Iași, 2015
- MISA. Radiografia unei represiuni, Polirom, Iași, 2013
- Cărturari, opozanți și documente. Manipularea Arhivei Securității, Polirom, Iași, 2013 [6][7]
- L-am urât pe Ceaușescu. Ani, oameni, disidență, Polirom, Iași, 2009 [8]
- Reprimarea mișcării yoga în anii ‘80, Polirom, Iași, 2008
- Schimbări ale hărții etnice a României, Centrul pentru Diversitate Etnoculturală, Cluj, 2005
- Națiuni și minorități, Polirom, Iași, 2004
- Extremismul de dreapta în România / Right-Wing Extremism in Romania, Centrul pentru Diversitate Etnoculturală, Cluj 2003 [Romanian and English]
- Pages from the Romanian-Hungarian Reconciliation: 1989-1999. The Role of Civic Organizations, Institute of International Education, Washington, 2001
- Polemici neortodoxe, Noesis, Bucharest, 2001
- Ruleta. Români și maghiari, 1990–2000, Polirom, Iași, 2001
- Locurile unde se construiește Europa. Adrian Severin în Dialog cu Gabriel Andreescu, Polirom, Iași, 2000
- Solidaritatea alergătorilor de cursã lungã, Polirom, Iași, 1998
- Patru ani de Revoluție, Litera, Bucureșți, 1994
- Cel mai iubit dintre ambasadori. Coen Stork în dialog cu Gabriel Andreescu, All, București, 1993
- Spre o filozofie a dissidenței, Litera, București, 1992
- Sistemele axiomatice ale logicii limbajului natural. Funcții și operaționalizare, All, București, 1992

### Co-autor de volume
- Comentarii la Constituția României, Polirom, Iași, 2010
- Accesul la informație în România / Access to Information in Romania, Centrul pentru Drepturile Omului, Bucharest, 1996 [română și engleză]
- Evoluția concepției U.D.M.R. privind drepturile minoritãții maghiare, Centrul pentru Drepturile Omului / Evolutions in the D.AH.R. Conception on Hungarian Minority Rights, Bucharest, 1995 [română și engleză]
- Concepția U.D.M.R. privind drepturile minoritãților naționale / Study on the Conception of D.A.H.R. on the Rights of National Minorities, Centrul pentru Drepturile Omului, Bucharest, 1994 [română și engleză]

### Volume editate
- (co-editor) Doctrina internațională a tratării trecutului comunist, C.H. Beck, București, 2016
- (co-editor) Ultimul deceniu communist. Scrisori către radio Europa liberă. Vol. II.1986-1989, Polirom, Iași, 2014
- (co-editor) Ultimul deceniu communist. Scrisori către radio Europa liberă. Vol. I.1979-1985, Polirom, Iași, 2010 (L`ultimo decennio comunista, Ed. Pavesiana, 2014)
- Tătarii din România: teme identitare / Tartars in Romania: Problems of Identity, Center for Human Rights, Bucharest, 2005 [română și engleză]
- (co-editor) Problema transilvană, Polirom, Iași, 1999
- Naționaliști, antinaționaliști. O polemicã în publicistica româneascã, Polirom, Iași, 1996
- România versus România, Clavis, București, 1996

### Selecții de studii publicate în volume
- „The emergence of a new radical right power: the Romanian Orthodox Church”, in Michael Minkenberg (ed.), Transforming the Transformation? The East European Radical Right in the Political Process, Routledge, London, 2015
- “The Romanian State on State-Church Relations”, in Natalia Vlas and Vasile Boari (eds.), Religion and Politics in the 21st Century: Global and Local Reflections, Cambridge Scholars Publishing, Newcastle, 2013, pp. 236–274
- „Passive / aggressive symbols in the public school: religious displays in the Council of Europe and the United States, with a special focus on Romania” in Jeroen Temperman, The Lautsi Papers: Multidisciplinary Reflections on Religious Symbols in the Public School Classroom, Martinus Nijhoff Publishers, Hotei, 2012, pp. 267–299.
- „Multiculturalismul”, în Mihaela Miroiu (coord.), Ideologii politice actuale. Semnificații, evoluții și impact, Polirom, Iași, 2012, pp. 261–304.
- „Melodrama forului. Documentele Securității despre identitatea și rezistența intelectualilor”, Vasile Boari, Natalia Vlas, Radu Murea (coord.), Intelectualii și puterea, Institutul European, Iași, 2012, pp. 167–209.
- Douăzeci de ani de democrație anarhică”, în Vasile Boari, Natalia Vas, Radu Murea (coord.), România după douăzeci de ani, Institutul European, Iași, 2011.
- “20 de ani de războaie culturale. Victoria junk-conservatorismului”, in Sorin Adam Matei, Mona Momescu (eds.), Idolii forului. De ce o clasă de mjloc a spiritului e de preferat ”elitei” intelectualilor publici?, Corint, București, 2010
- “The Paradox of National Identity: Its Cultural-Political Power vs.Its Theoretical Poverty”, in Vasile Boari and Sergiu Gherghina (eds.), Weighting Differences: Romanian Identity in the Wider European Context, Cambridge Scholars Publishing, Newcastle, 2009
- “Ellenzéki lét Romániában”, in Dimenziók Éve (eds.), 1968, XX. Század Intézet, Budapest, 2008
- “Campaniile de presă: cum ajung adversarii la consens”, in Ilie Rad (ed.), Forme ale manipulării prin presă, Tribuna, Cluj-Napoca, 2008
- “Raportul: ansamblul și detaliile”, în Vasile Ernu, Costi Rogozanu, Ciprian Șiulea, Ovidiu Țichindelean (eds.), Iluzia anticomunismului. Lecturi critice ale Raportului Tismăneanu, Cartier, Chișinău, 2008
- “A Functional Approach. Collective and Individual Rights”, in Stanisław Parzymies, OSCE and Minorities. Assessment and Prospects, Wydawnictwo Naukowe Scholar, Warsaw, 2007
- “Romania”, in Cas Mudde (ed.) Racist Extremism in Central and Eastern Europe, Routledge, London and New York, 2005
- “Necesitatea și detaliile unei legi privind regimul cultelor și libertatea de conștiință”, in Sandu Frunză (ed.) Pași spre integare. Religie și drepturile omului în România, Limes, Cluj, 2004
- “A múltfeldolgozás modelljei”, (“Access to the Securitate archives in Romania”) in Halmai Gábor (ed.), Űgynőkők és akták, SOROS Alopétráy, Budapest, 2003
- “Multiculturalismul normativ”, in Rudolf Polenda, François Ruegg, Călin Rus (eds.), Interculturalitate. Cercetări și perspective românești, Presa Universitară Clujeană, Cluj, 2002
- “Paths of Secularisation in Eastern Europe: The Church-State Dispute in Romania“, in T.Lipovatz, N. Demertzis, V. Georgiadou (eds.), Religions and Politics in the Age of Modernity, Kritiki, Athens, 2002
- “Universal Thought, Eastern Facts: Scrutinizing National Minority Rights in Romania”, in Will Kymlicka, Magda Opalski (eds.), Can Liberal Pluralism be Exported? Western Political Theory and Ethnic Relations in Eastern Europe, Oxford University Press, New York, 2001
- “Un concept românesc al Europei Federale“, in Un concept al viitorului Uniunii Europene, Polirom, Iași, 2001
- “Die Beziehungen zu Moldova und Ukraine aus der Perspektive einer zukünftigen Schengen-Grenze“, in Iris Kempe, Wim van Meurs, Barbara von Ow (eds.), Die EU-Beitrittsstaaten und ihre östlichen Nachbarn, Bertelsmann Stiftung, 1999